# Turimawiwi (fleuve)
Le fleuve Turimawiwi  (en anglais : Turimawiwi River) est un cours d’eau de la région de Tasman de l’Île du Sud de la Nouvelle-Zélande.

## Géographie
Il s’écoule vers le nord-ouest à partir de la chaîne des ‘Wakamarama Range’ à  40 kilomètres au sud-ouest de Cape Farewell.
(en) Land Information New Zealand, « détail emplacement: Turimawiwi (fleuve) », sur New Zealand Gazetteer